# Tracy Pew
Tracy Pew (ur. 19 grudnia 1957 w Australii, zm. 7 listopada 1986 w Melbourne, tamże) – australijski muzyk grający na gitarze basowej i klarnecie, związany z działalnością zespołu The Boys Next Door i The Birthday Party.
W trzeciej klasie szkoły Caulfield Grammar School w Melbourne poznał Nicka Cave'a z którym zaprzyjaźnił się. Po zdaniu matury dołączył do zespołu The Boys Next Door w zastępstwo za Johna Cochiverę, który wyjechał do Stanów Zjednoczonych.
W 1981 roku w czasie kręcenia teledysku do piosenki Nick the Stripper pożyczył od Chrisa Walsha kowbojski kapelusz, który wraz z kowbojskimi butami i siatkowym podkoszulkiem stały się elementem jego niepowtarzalnego scenicznego wizerunku. Inspiracją była postać Joe Bucka z filmu Nocny kowboj oraz ubiory zespołu Village People.
16 stycznia 1982 roku po koncercie zespołu The Birthday Party, późną nocą Tracy Pew został aresztowany za prowadzanie samochodu w stanie nietrzeźwym. Sąd skazał go na pobyt 8 miesięcy w więzieniu o profilu otwartym. Wyszedł w maju 1982 roku po dziesięciu tygodniach za dobre sprawowanie. W czasie jego nieobecności Chris Walsh zastąpił go na dwóch koncertach w Melbourne 19 i 20 lutego 1982 roku. W czasie trasy koncertowej po Wielkiej Brytanii zaczynającej się w 5 marca, na trzech pierwszych koncertach zastąpił go Barry Adamson zaś później Harry Howard (brat Rowlanda S. Howarda). Tracy Pew wrócił na dwa ostatnie koncerty trasy 26 i 27 maja.
W tym samym roku brał udział w nagrywaniu płyty Lydii Lunch pod tytułem "Honeymoon In Red".
W 1983 roku gdy zespół The Birthday Party został rozwiązany, Tracy Pew powrócił do Melbourne bez planów kontynuowania muzycznej kariery. Mimo to na początku roku 1984 zagrał sześć koncertów z nową formacją Nicka Cave'a nazwaną "Nick Cave – Man or Myth?" (późniejsze Nick Cave and the Bad Seeds). W marcu rozpoczął studia na kierunku filozofia i nauki polityczne w melbournowskim Monash University.
W listopadzie i grudniu 1985 roku gościnnie brał udział przy nagrywaniu płyty Kicking Against the Pricks formacji Nick Cave and the Bad Seeds grając na gitarze basowej w trzech utworach: Hey Joe, Black Betty i Running Scared.
W 1985 roku zaczął cierpieć na ataki epilepsji, które były następstwem nadużywania alkoholu w czasie wcześniejszej muzycznej kariery. Przyjmował silne leki uspokajające przez co musiał przerwać studia. 7 listopada 1986 roku w wyniku gwałtownego ataku rozbił głowę o krawędź wanny i zmarł.